# 王靖 (实业家)
王靖（1972年12月—），中國企業家，现任信威集团、天骄航空、香港尼加拉瓜运河开发投资有限公司、中国海外安保集团董事长。2015年，《福布斯》发布的中国富豪排行榜上，王靖以净资产69亿元排名第12位。

## 人物经历
2010年，北京信威因经营不善而资不抵债、濒临破产。经有关部门审核批准，王靖对信威集团进行重组，成为该集团控股股东。
2010年开始，王靖与清华大学共同发起“清华—信威空天信息网络联合中心”并出任管委会主席，合作研制灵巧通信卫星，并于2014年9月4日成功发射“中国民企第一星”。
2012年8月王靖发起设立香港尼加拉瓜运河开发投资有限公司（简称“HKND集团”）。2013年6月14日，王靖与尼加拉瓜总统丹尼尔·奧尔特加签署尼加拉瓜运河发展项目独家商业协议。
2014年10月，王靖发起成立从事航空发动机的民营企业—天骄航空。2015年5月，王靖携信威集团通过全资子公司卢森堡空天通信公司实施“尼星一号”项目。12月，王靖在香港成立了中国海外安保集团，发力海外安保领域。
2016年8月，王靖手下信威集团对外公告，拟通过子公司收购以色列空间通信有限公司（SCC公司）100%的股份。
2017年开始，信威集团连续三年业绩亏损，分别亏损17.5亿元、29亿元、184亿元，三年累计亏损超过230亿。
2021年5月25日，上海证券交易所对王靖公开认定：10年内不适合担任上市公司董事、监事和高级管理人员。并公告终止北京信威科技集团股份有限公司股票上市
2021年6月1日，信威集团正式摘牌。2024年4月9日，北京市第一中级人民法院裁定宣告信威集團破产。

## 相關事件
建造尼加拉瓜運河引起當地居民抗議，認為興建運河會導致環境破壞，多達12萬農民無法遷移，而且補償金額不夠。

### 腳註
1. ↑  上海证券交易所.  (PDF). 上海证券交易所.   [2021-12-13]. （原始内容存档 (PDF)于2021-11-12）.
2. ↑  上海证券交易所. . 上海证券交易所.   [2021-12-13]. （原始内容存档于2021-12-13）.
3. ↑  . 证券时报官方网站-中国资本市场信息披露平台. 2024-04-19  [2024-05-10]. （原始内容存档于2024-05-28） （中文）.
4. ↑  . BBC 中文网. 2016-10-14  [2018-05-03]. （原始内容存档于2018-05-14） （中文）.

### 其他
- 起底神秘商人王靖：用另一种方式连接世界，2015年，中国经济网 （页面存档备份，存于）

- 焦点：大手笔背后的“普通人”王靖， 2014年，路透社 （页面存档备份，存于）

- 福布斯富豪榜 （页面存档备份，存于）

- 和讯人物——王靖

- 王靖：我为什么承建尼加拉瓜运河

- HKND集团成功获得尼加拉瓜大运河100年独家开发及经营管理权

- 信威集团获尼星一号项目 王靖卫星战略拉美落子

- 王靖：民企能挑海外安保大梁 （页面存档备份，存于）

- 尼加拉瓜运河商人王靖旗下信威收购以色列卫星企业 （页面存档备份，存于）